# Hoszo
Hoszo (hangul: 호서) Korea egykori Cshungcshong tartományát foglalja magába. Ma Dél-Korea területén található, Észak-Cshungcshong, Dél-Cshungcshong, Tedzson és Szedzsong tartozik hozzá. Az itt élők a cshungcshongi nyelvjárást beszélik.